# Zeróis - Ziraldo na tela grande
Zeróis - Ziraldo na tela grande foi uma exposição de arte organizada por Daniela Thomas e Felipe Tassara. A exposição contava com 44 pinturas de acrílico sobre tela, fruto de três anos de trabalho do cartunista Ziraldo. Os quadros retratavam os Zeróis, sátiras do super-heróis dos quadrinhos norte-americanos criadas para cartuns dos anos 1960. As pinturas partiram do mesmo princípio de sátira, ampliando o conceito original com releituras de artistas como Picasso, Velázquez, Goya, Salvador Dalí, Grant Wood, Edward Hopper, Georges Mathieu, Roy Lichtenstein e Warhol. A exposição ocorreu de 20 de julho a 19 de setembro de 2010 no Centro Cultural Banco do Brasil do Rio de Janeiro, com uma segunda temporada em março do ano seguinte no Museu Nacional do Complexo Cultural da República, em Brasília. Em 2011, a exposição ganhou o Troféu HQ Mix na categoria "melhor exposição"